# David Vanterpool
David Vanterpool, né le 31 mars 1973 à Daytona Beach, aux États-Unis, est un joueur et entraîneur américain de basket-ball. Il évolue au poste d'ailier. 

## Carrière
Vanterpool est un entraîneur spécialisé dans la défense. Il rejoint les Nets de Brooklyn comme entraîneur adjoint en juillet 2021. En juillet 2023, Vanterpool est recruté comme entraîneur adjoint aux Wizards de Washington.

## Palmarès
- Champion CBA 2000
- Champion ABA 2000 2002
- Champion d'Italie 2004
- Vainqueur de l'Euroligue 2005-2006
- Champion de Russie 2006, 2007
- Vainqueur de la coupe de Russie 2006, 2007